# Сентябрь (фильм)
«Сентябрь» (англ. September) — кинофильм режиссёра Вуди Аллена, вышедший на экраны в 1987 году.

## Сюжет
Лэйн решила уехать из города и провести лето в загородном доме, который оставила ей мать, со своими друзьями Стефани, Ховардом и Питером. За лето создаётся любовный треугольник, где Ховард влюбляется в Лэйн, которой небезразличен Питер; Питер, в свою очередь, любит Стефани, которая не принимает его ухаживаний. Последние два дня лета полностью меняют жизнь главных героев: Лэйн ссорится со своей матерью и делится страшными воспоминания, заставившими её проходить психиатрическое лечение; Стефани и Питер тайно начинают встречаться, но Лэйн узнаёт правду; Ховард признаётся в любви к главной героине, но получает отказ.

## Факты о фильме
- На написание сценария этого фильма Вуди Аллена вдохновили пьеса Антона Чехова «Дядя Ваня», трагический случай из жизни семьи актрисы Ланы Тернер и непосредственно загородный дом тогдашней спутницы Аллена Мии Фэрроу в Коннектикуте - мрачный, уединённый и далёкий от большого города.
- Изначально Аллен планировал снимать фильм в коннектикутском доме Мии Фэрроу с наименьшими затратами и совершенно другими актёрами. Однако к моменту начала съёмок в Коннектикуте уже была зима, и съёмки пришлось перенести в студийные декорации. В итоге Вуди Аллен снял две версии фильма с разными актёрами, остался полностью разочарован результатами и собирался снимать фильм по третьему кругу. Но, будучи уже близким к нервному срыву, он не смог найти в себе силы для третьей попытки и потому приступил к монтажу имевшегося материала. «Сентябрь» является самым большим кассовым провалом в фильмографии Вуди Аллена, и, несмотря на относительно теплый приём у зрителей, режиссёр считает фильм персональной творческой неудачей. Тем не менее, сценарий ему очень нравится, и в 2014-м году он заявил, что, будь у него шанс, он бы попробовал снять «Сентябрь» ещё раз.
- Изначально роль Питера играл Кристофер Уокен, но в процессе съёмок Аллен понял, что он совершенно не подходит для этой роли, и заменил его на Сэма Шепарда. Последний, по мнению Аллена, тоже не справлялся, и тогда был, наконец, приглашён Сэм Уотерстон, которого мы и видим в получившемся фильме.
- Помимо того, что «Сентябрь» - это переосмысление знаковых пьес Чехова, в фильме также содержится множество отсылок к фильму Ингмара Бергмана «Осенняя соната», вышедшему девятью годами ранее. Так, например, героиня Мии Фэрроу в некоторых сценах носит те же очки и ту же причёску, что и героиня Лив Ульман в картине Бергмана.

## В ролях
| Актёр           | Роль          |
| --------------- | ------------- |
| Миа Фэрроу      | Лэйн          |
| Денхолм Эллиотт | Ховард        |
| Сэм Уотерстон   | Питер         |
| Дайан Уист      | Стефани       |
| Элейн Стритч    | Диана         |
| Джек Уорден     | Ллойд         |
| Розмари Мерфи   | Миссис Мэйсон |